# Pahala, Hawaii
Pahala (tiếng Hawaii: Pāhala) là một địa điểm được chỉ định điều tra dân số (CDP) ở Hawaii, Hoa Kỳ. Năm 2010, theo điều tra dân số năm 2010, địa phương này có 1.356 người.

## Khí hậu
Pāhala có khí hậu xavan (Phân loại khí hậu Köppen) với nhiệt độ ban ngày nóng và nhiệt độ ban đêm lạnh quanh năm. Lượng mưa cao trong tháng 11.
| Dữ liệu khí hậu của Pāhala              | Dữ liệu khí hậu của Pāhala | Dữ liệu khí hậu của Pāhala | Dữ liệu khí hậu của Pāhala | Dữ liệu khí hậu của Pāhala | Dữ liệu khí hậu của Pāhala | Dữ liệu khí hậu của Pāhala | Dữ liệu khí hậu của Pāhala | Dữ liệu khí hậu của Pāhala | Dữ liệu khí hậu của Pāhala | Dữ liệu khí hậu của Pāhala | Dữ liệu khí hậu của Pāhala | Dữ liệu khí hậu của Pāhala | Dữ liệu khí hậu của Pāhala |
| Tháng                                   | 1                          | 2                          | 3                          | 4                          | 5                          | 6                          | 7                          | 8                          | 9                          | 10                         | 11                         | 12                         | Năm                        |
| --------------------------------------- | -------------------------- | -------------------------- | -------------------------- | -------------------------- | -------------------------- | -------------------------- | -------------------------- | -------------------------- | -------------------------- | -------------------------- | -------------------------- | -------------------------- | -------------------------- |
| Cao kỉ lục °F (°C)                      | 93 (34)                    | 90 (32)                    | 93 (34)                    | 100 (38)                   | 93 (34)                    | 89 (32)                    | 92 (33)                    | 92 (33)                    | 90 (32)                    | 90 (32)                    | 90 (32)                    | 91 (33)                    | 100 (38)                   |
| Trung bình ngày tối đa °F (°C)          | 78 (26)                    | 78 (26)                    | 78 (26)                    | 78 (26)                    | 79 (26)                    | 80 (27)                    | 81 (27)                    | 82 (28)                    | 82 (28)                    | 81 (27)                    | 80 (27)                    | 78 (26)                    | 80 (27)                    |
| Tối thiểu trung bình ngày °F (°C)       | 63 (17)                    | 62 (17)                    | 63 (17)                    | 64 (18)                    | 65 (18)                    | 67 (19)                    | 67 (19)                    | 68 (20)                    | 68 (20)                    | 67 (19)                    | 66 (19)                    | 67 (19)                    | 66 (19)                    |
| Thấp kỉ lục °F (°C)                     | 50 (10)                    | 52 (11)                    | 50 (10)                    | 50 (10)                    | 51 (11)                    | 54 (12)                    | 52 (11)                    | 59 (15)                    | 56 (13)                    | 58 (14)                    | 55 (13)                    | 48 (9)                     | 48 (9)                     |
| Lượng Giáng thủy trung bình inches (mm) | 5.37 (136)                 | 4.22 (107)                 | 4.11 (104)                 | 3.19 (81)                  | 2.38 (60)                  | 1.87 (47)                  | 3.57 (91)                  | 3.28 (83)                  | 4.04 (103)                 | 4.67 (119)                 | 6.53 (166)                 | 5.64 (143)                 | 48.87 (1.240)              |
| Số ngày giáng thủy trung bình           | 12                         | 11                         | 13                         | 12                         | 10                         | 7                          | 7                          | 8                          | 9                          | 11                         | 11                         | 11                         | 122                        |
| [ cần dẫn nguồn ]                       |                            |                            |                            |                            |                            |                            |                            |                            |                            |                            |                            |                            |                            |